# Francisca Díaz Torres

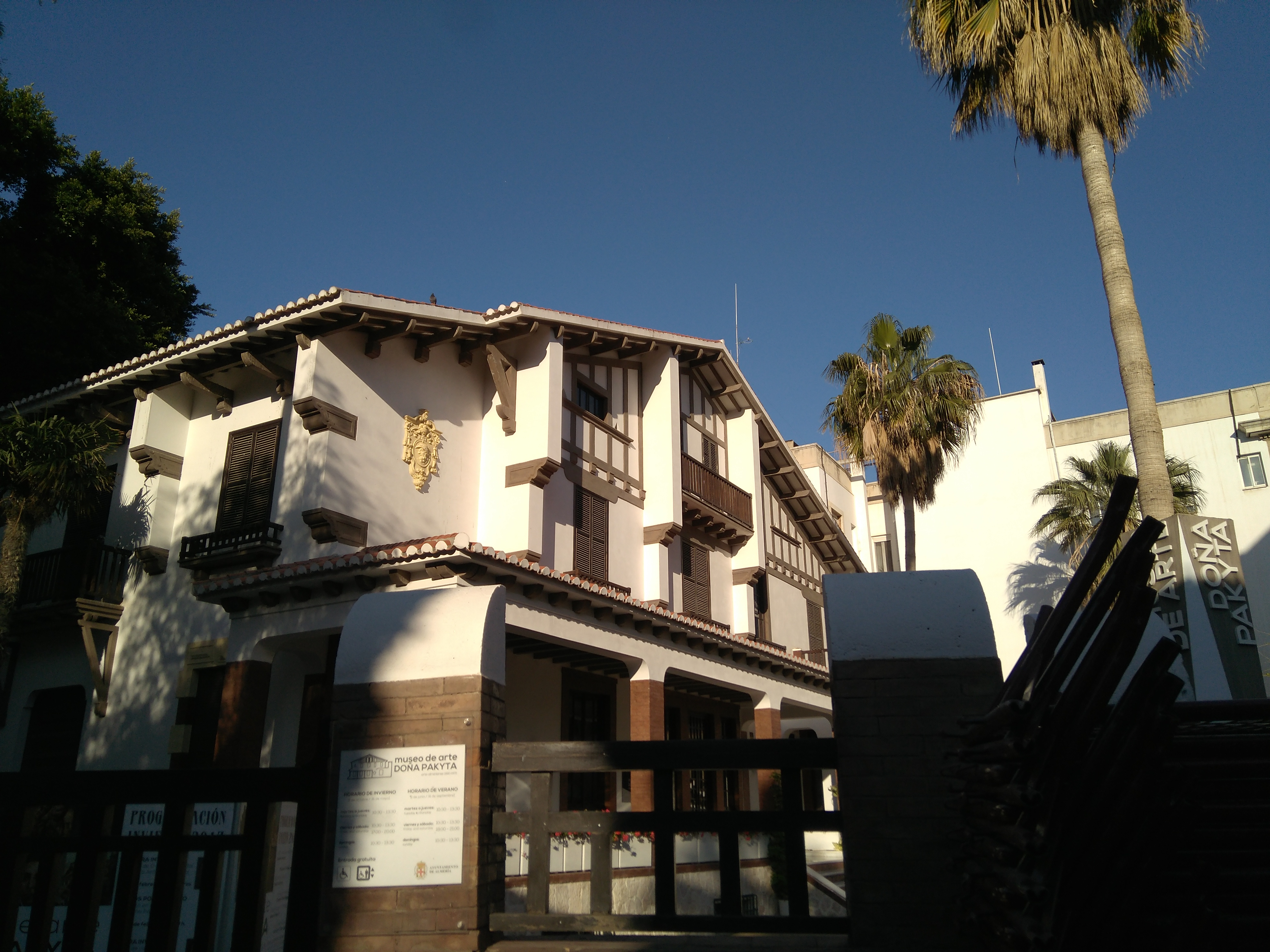
Residencia de Francisca Díaz, actualmente sede del Museo de Doña Pakyta.

Francisca Díaz Torres (Morella, Castellón, 3 de marzo de 1911-Almería, 18 de marzo de 2014), conocida principalmente como "Doña Pakyta", fue una empresaria turística reconocida por su defensa ecológica del parque natural de Cabo de Gata-Níjar.

## Trayectoria
Cursó sus estudios en el Colegio de la Compañía de María de Almería y contrajo matrimonio con su marido José González Montoya a los veintiún años. Primero junto a su marido, y después en solitario tras el fallecimiento de este en 1976, Francisca Díaz ha dirigido y asegurado la conservación del paraje más emblemático y visitado del parque natural, en torno a la Bahía de San José. Su empeño en la gestión sostenible de la finca El Romeral, de 3.500 hectáreas y 17 kilómetros de costa, frente a las presiones urbanísticas ha sido fundamental para el mantenimiento de los valores ecológicos del Cabo de Gata.
Fue nombrada presidenta de honor del grupo Playas y Cortijos, lo que le permitió seguir trabajando de que el Parque estuviera protegido. En 1984 donó una pintoresca casa de propiedad en el mismo centro de la ciudad, conocida como Casa Montoya, que una vez falleciese pasaría al ayuntamiento de Almería. Dicha casa, tras su restauración, es una de las dos sedes del Museo de Arte de Almería.
Falleció el 18 de marzo de 2014 en Almería, siendo enterrada en el cementerio nijareño del Pozo de los Frailes.

## Reconocimientos
Fue reconocida Hija Predilecta de Andalucía en 2010, quedando así registrada en el Libro de Oro de Andalucía. Hija de padre nacido en Almería y madre nacida en Níjar, su premio fue debido a la conservación ecológica y sostenible de más de 3.500 hectáreas del Parque natural del Cabo de Gata-Níjar.

## Propiedades

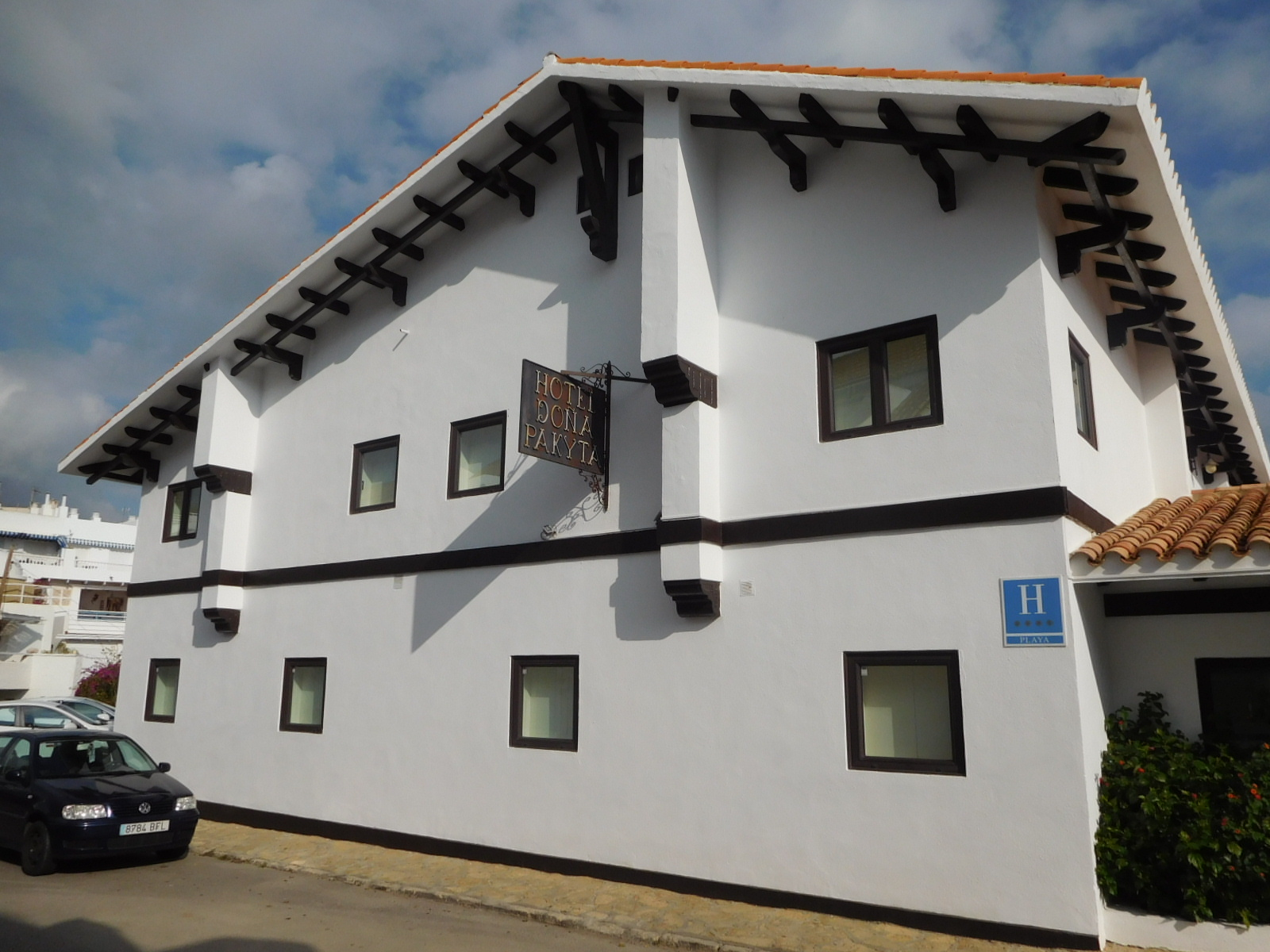
Hotel Doña Pakyta en San José, municipio de Níjar.

Además de haber sido dueña de la finca El Romeral, situada en el parque natural de Cabo de Gata, poseyó dos hoteles en San José (Níjar, Almería) catalogados con cuatro estrellas y con la licencia de la Marca parque natural de Andalucía.[cita requerida]